# 츠치야 다이스케
츠치야 다이스케(일본어: 土屋 大輔, 1972년 12월 27일 ~ )는 일본의. 배우의 츠치야 케이스케는 쌍둥이의 동생인.
지바현 출신. 관동학원대학 공학부 공업화학과 졸업. 신장 183cm, 혈액형은 O형. 특기는 스키, 스쿼시.

## 출연작

### TV 드라마
- 1995년 ~ 1996년 중갑 B-파이터 - 카이 타쿠야 역
- 1996년 ~ 1997년 비 파이터 카부토 - 카이 타쿠야 역